# Liez (Aisne)
Liez település Franciaországban, Aisne megyében. Lakosainak száma 383 fő (2022. január 1.). Liez Mennessis, Remigny, Tergnier és Travecy községekkel határos.

## Népesség
A település népességének változása:
| Lakosok száma | 398  | 480  | 492  | 448  | 422  | 409  | 391  | 383  | 378  | 383  |
|               | 1968 | 1982 | 1990 | 2006 | 2013 | 2015 | 2017 | 2019 | 2020 | 2022 |